# Lijst van metropolieten van Nederland
Dit is een lijst van metropolieten van Nederland sinds het herstel van de bisschoppelijke hiërarchie in Nederland (1853). Zij staan aan het hoofd van de Nederlandse rooms-katholieke kerkprovincie.
| Naam                                | Periode      | Opmerkingen                                            |
| ----------------------------------- | ------------ | ------------------------------------------------------ |
| Joannes Zwijsen                     | 1853 - 1868  | tevens bisschop van 's-Hertogenbosch                   |
| Andreas Ignatius Schaepman          | 1868 - 1882  |                                                        |
| Petrus Matthias Snickers            | 1883 - 1895  | voorheen bisschop van Haarlem                          |
| Henricus van de Wetering            | 1895 - 1929  |                                                        |
| Joannes Henricus Gerardus Jansen    | 1930 - 1936  |                                                        |
| Johannes de Jong                    | 1936 - 1955  | kardinaal vanaf 1946                                   |
| Bernardus Johannes Alfrink          | 1955 - 1975  | kardinaal vanaf 1960                                   |
| Johannes Gerardus Maria Willebrands | 1975 - 1983  | kardinaal vanaf 1969                                   |
| Adrianus Johannes Simonis           | 1983 - 2007  | voorheen bisschop van Rotterdam, kardinaal vanaf 1985  |
| Willem Jacobus Eijk                 | 2008 - heden | voorheen bisschop van Groningen. Kardinaal vanaf 2012. |